# Pyrrosia
Phemeranthus es un género de helechos de la familia Polypodiaceae. Se encuentra en África y Sudeste de Asia. Contiene 130 especies descritas de ellas 62 aceptadas.

## Taxonomía
Pyrrosia fue descrito por Charles-François Brisseau de Mirbel y publicado en Blumea 30(1): 208 208 1984.

## Especies seleccionadas
A continuación se brinda un listado de las especies del género Pyrrosia aceptadas hasta mayo de 2012, ordenadas alfabéticamente. Para cada una se indica el nombre binomial seguido del autor, abreviado según las convenciones y usos:
- Pyrrosia abbreviata (Zoll. & Mor.) Hovenkamp
- Pyrrosia angustata (Sw.) Ching
- Pyrrosia angustissima (Giesenh. ex Diels) Tagawa & K. Iwats.
- Pyrrosia assimilis (Baker) Ching
- Pyrrosia asterosora (Baker) Hovenkamp
- Pyrrosia blepharolepis (C. Chr.) Ching
- Pyrrosia boothii (Hook.) Ching
- Pyrrosia borneensis (Copel.) K.H. Shing
- Pyrrosia brassii (Copel.) Pic. Serm.
- Pyrrosia christii (Giesenh.) Ching
- Pyrrosia confluens (R. Br.) Ching
- Pyrrosia costata (Wall. ex C. Presl) Tagawa & K. Iwats.
- Pyrrosia dimorpha X.H. Guo & S.B. Zhou
- Pyrrosia dispar (H. Christ) K.H. Shing
- Pyrrosia distichocarpa (Mett.) K.H. Shing
- Pyrrosia drakeana (Franch.) Ching
- Pyrrosia eleagnifolia (Bory) Hovenkamp
- Pyrrosia fengiana Ching
- Pyrrosia flocculosa (D. Don) Ching
- Pyrrosia foveolata (Alston) C.V. Morton
- Pyrrosia fuohaiensis Ching & K.H. Shing
- Pyrrosia gardneri (Mett.) Sledge
- Pyrrosia hastata (Thunb.) Ching
- Pyrrosia heterophylla (L.) M.G. Price
- Pyrrosia intermedia (Goy) K.H. Shing
- Pyrrosia laevis (J. Sm. ex Bedd.) Ching
- Pyrrosia lanceolata (L.) Farw.
- Pyrrosia liebuschii (Hieron.) Schelpe
- Pyrrosia linearifolia (Hook.) Ching
- Pyrrosia lingua (Thunb.) Farw.
- Pyrrosia longifolia (Burm. f.) C.V. Morton
- Pyrrosia macrocarpa (Copel.) K.H. Shing
- Pyrrosia madagascariensis (C. Chr.) Schelpe
- Pyrrosia mannii (Giesenh.) Ching
- Pyrrosia matsudai (Hayata) Tagawa
- Pyrrosia mechowii Alston
- Pyrrosia micraster (Copel.) Tagawa
- Pyrrosia mollis (Kunze) Ching
- Pyrrosia novo-guineae (H. Christ) M.G. Price
- Pyrrosia nummulariifolia (Sw.) Ching
- Pyrrosia oblanceolata (C. Chr.) Tardieu
- Pyrrosia obovata (Blume) Ching
- Pyrrosia pannosa (Mett. ex Kuhn) Ching
- Pyrrosia petiolosa (H. Christ) Ching
- Pyrrosia piloselloides (L.) M.G. Price
- Pyrrosia polydactyla (Hance) Ching
- Pyrrosia porosa (C. Presl) Hovenkamp
- Pyrrosia princeps (Mett.) C.V. Morton
- Pyrrosia pseudodrakeana K.H. Shing
- Pyrrosia rasamalae (Racib.) K.H. Shing
- Pyrrosia rhodesiana (C. Chr.) Schelpe
- Pyrrosia samarensis (C. Presl) Ching
- Pyrrosia scolopendrina Ching
- Pyrrosia sheareri (Baker) Ching
- Pyrrosia shennongensis K.H. Shing
- Pyrrosia similis Ching
- Pyrrosia sphaerosticha (Mett.) Ching
- Pyrrosia stigmosa (Sw.) Ching
- Pyrrosia stolzii (Hieron.) Schelpe
- Pyrrosia subfurfuracea (Hook.) Ching
- Pyrrosia transmorrisonensis (Hayata) Ching
- Pyrrosia tricholepis (Carr. ex Seemann) Ching